# Ogyris zolivia
Ogyris zolivia är en fjärilsart som beskrevs av Waterhouse 1941. Ogyris zolivia ingår i släktet Ogyris och familjen juvelvingar. Inga underarter finns listade i Catalogue of Life.